# رأسمال مفتوح

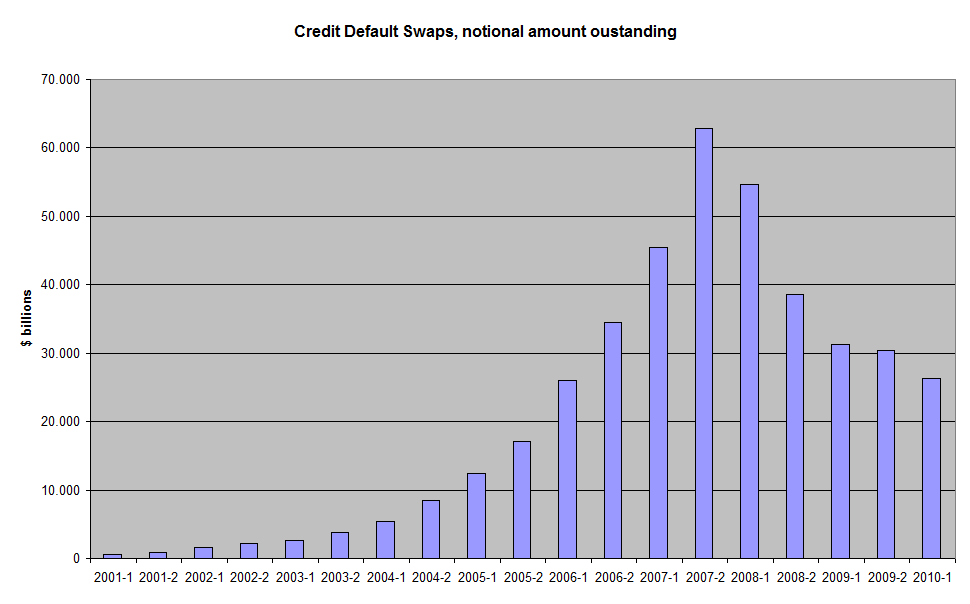

رأسمال مفتوح (بالإنجليزية: open-end fund) هو نظام للاستثمار الجماعي يمكن فيه رد حصص المشاركة أو إصدار أسهم جديدة في أي وقت. ويشتري المساهم في العادة أسهمه من المشروع الاستثماري نفسه وليس عن طريق شراء حصة أو حصص من المساهمين. ذلك بعكس رأس المال المغلق التي تحدد في البدء عدد الأنصبة الكلية، والتي يمكن أن تباع وتشترى من المستثمرين.
وتوجد نماذج عديدة الاسثمارات المفتوحة تتباين تبعا لأنظمة البلاد المختلفة، وتسمى في الولايات المتحدة الأمريكية استثمار أموال مشتركة mutual fund، وتسمي في المملكة المتحدة وحدة ائتمان unit trust أو hedge fund ن ولها أنواع لاسثمار الرأسمال المفتوح.
وتتغير قيمة الحصة في استثمارات رأس المال المفتوح علي أساس سعر الإصدار أو سعر رد الحصة على أساس قيمة الأصول الخالصة، وهي بذلك تعكس جودة أداء الاستثمار.

## اقرأ أيضا
- رأسمال مغلق
- سند ضمان
- تقدير السند
- سند شامل
- سند متسلسل
- درجة الملاءة
- أصول
- رأسمال
- عملة
- وديعة
- حجز مال المدين
- صناديق الائتمان